# Dysoxylum variabile
Dysoxylum variabile är en tvåhjärtbladig växtart som beskrevs av Hermann August Theodor Harms. Dysoxylum variabile ingår i släktet Dysoxylum och familjen Meliaceae. Inga underarter finns listade i Catalogue of Life.